# Tselina

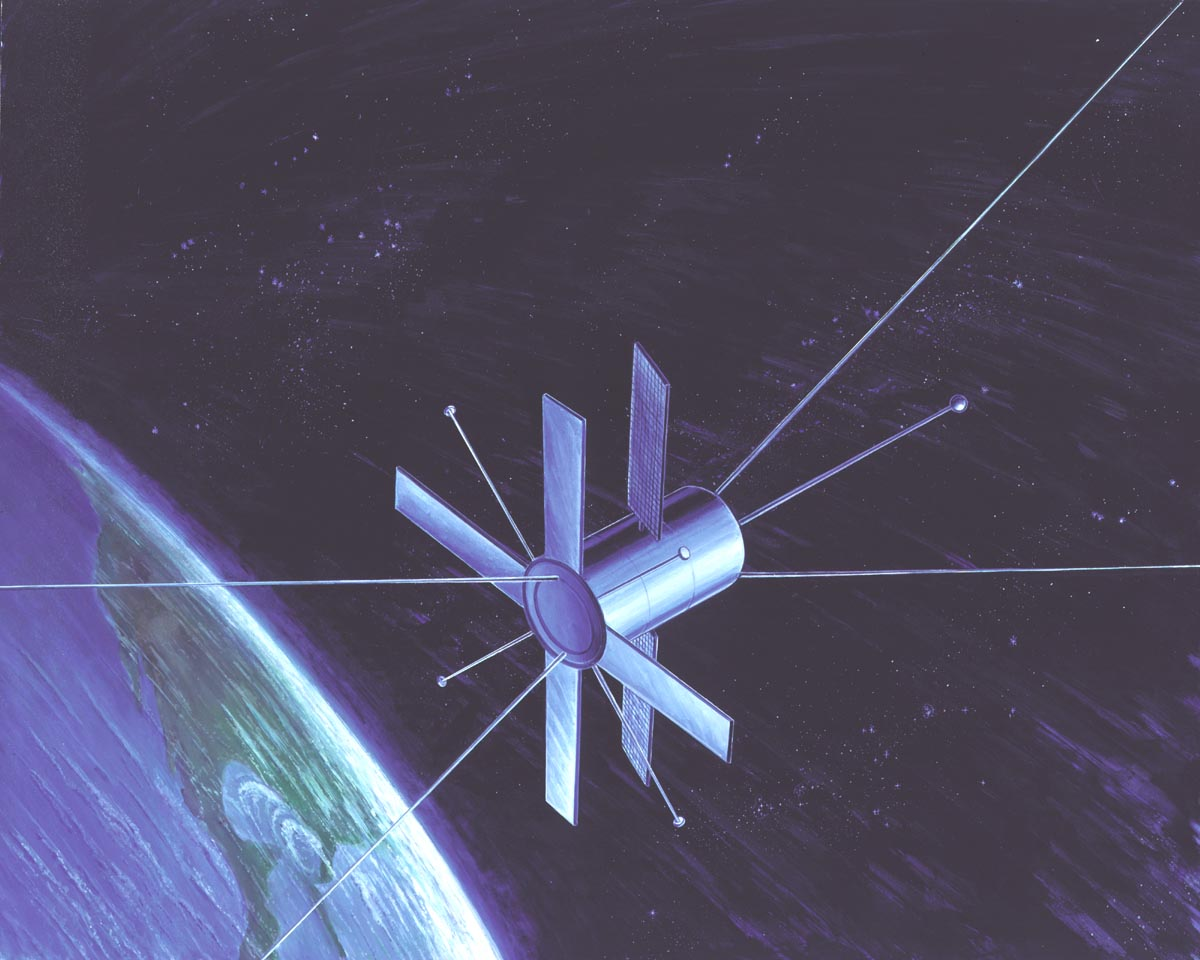
Tselina-O (1970).

Tselina è un sistema di satelliti artificiali ELINT sviluppato in Unione Sovietica a partire dagli anni sessanta. Realizzati in diverse versioni, l'ultimo satellite di questo tipo è stato lanciato nel 2007. Ne è prevista la sostituzione con i nuovi Lotos-S, del sistema di sorveglianza Liana.

## Storia

### Sviluppo
Lo sviluppo di una serie di sistemi satellitari dedicati per impiego ELINT venne commissionato dal Ministero della Difesa sovietico negli anni sessanta. In dettaglio, si decise di realizzare due sistemi di questo tipo: gli Tselina e gli US, che entrarono entrambi in servizio.
L'OKB-586 Južnoe iniziò a svolgere delle ricerche in questo senso a partire dall'agosto 1960, quando iniziò a sviluppare una serie di metodi e di apparecchiature idonee alla comunicazione militare spaziale. Il risultato furono due satelliti, identificati come DS-K-40, che dovevano servire allo studio delle necessarie tecnologie. Questi due satelliti, tuttavia, non raggiunsero mai l'orbita a causa di un malfunzionamento del vettore.
La seconda fase del progetto fu avviata nel 1964. L'intero programma venne posto sotto la responsabilità del già citato OKB Južnoe, il payload venne sviluppato dal TsNII-108 GKRE ed il sistema di trasmissione dati dall'OKB MEI. Il supporto scientifico, invece, fu affidato al 50° TsNII.
Fin dall'inizio, il sistema Tselina fu ideato come doppio. Infatti, si decise di realizzare due distinti satelliti, da impiegare per utilizzi diversi:
- Tselina-O, più piccolo, che serviva per le osservazioni generiche;
- Tselina-D, con una massa di quasi cinque volte l'altro, che invece era utilizzato per effettuare rilevamenti più dettagliati.

La fase di test fu effettuata tra il 1965 ed il 1967. Il primo satellite Tselina-O fu lanciato nel 1967, e dichiarato operativo nel 1971. Tuttavia, a causa di problemi tecnici con i Tselina-D, l'intero sistema fu accettato dalle forze armate sovietiche solo nel 1976.
A partire dagli anni ottanta, si decise di basare l'intero sistema sugli Tselina-D, sulla base dei quali furono sviluppate le versioni perfezionate Tselina-R e Tslelina-2 (solo l'ultima delle quali lanciata in gran numero).

### Utilizzo operativo
Gli Tselina furono ampiamente utilizzati dalle forze armate sovietiche prima, e da quelle russe poi. Complessivamente, ne furono costruiti oltre 130 esemplari, lanciati tra il 1967 ed il 2007 in altrettante missioni Cosmos.
- Tselina-D: 69 esemplari costruiti, lanciati tra il 18 dicembre 1970 ed il 25 maggio 1994 (due falliti) tramite lanciatori Tsyklon-3 e Vostok. Sostituiti dai più sofisticati Tselina-R e Tselina-2 a partire dagli anni ottanta.
- Tselina-O: 41 esemplari, lanciati tra il 30 ottobre 1967 ed il 31 marzo 1982 (due falliti) tramite vettori Kosmos-3M dal cosmodromo di Plesetsk. Ritirati dal servizio nel 1984, quando si decise di basare l'intero sistema sui Tselina-D.
- Tselina-OK: si trattava di una versione modificata degli Tselina-O. Non ne risultano esemplari lanciati[2].
- Tselina-R: versione migliorata degli Tselina-D, costruiti e lanciati in 4 esemplari tra il 10 dicembre 1986 ed il 16 aprile 1993 con vettori Tsyklon-3 da Plesetsk.
- Tselina-2: versione ingrandita e migliorata degli Tselina-D, 23 esemplari lanciati tra il 28 settembre 1984 ed il 29 giugno 2007 (5 falliti) con vettori Proton e Zenit. Vennero sviluppati a partire dalla prima metà degli anni settanta, ed entrarono in servizio nel dicembre 1988[3]  È prevista la messa in orbita di un altro esemplare, ma non è nota la data del lancio.

Nel 2009 è stato lanciato il primo satellite Lotos-S, del sistema Liana, che dovrà sostituire gli Tselina (e gli US) ancora operativi.

## Descrizione tecnica
| Tipo      | Indice   | Vettore            | Peso totale (kg) | Peso payload (kg) | Quota (km) | Inclinazione (gradi) | Vita operativa (mesi) |
| --------- | -------- | ------------------ | ---------------- | ----------------- | ---------- | -------------------- | --------------------- |
| Tselina-O | 11F616   | Kosmos-3           | 434              | 190               | 550        | 74                   | 6                     |
| Tselina-D | 11F619   | Vostok e Tsiklon-3 | 1.750            | 630               | 600-700    | 82,5                 | 6                     |
| Tselina-R | 11F619M? | Tsyklon-3          | 1.750            | 350               | 600-700    | 82,5                 | 6                     |
| Tselina-2 | 11F644   | Proton, Zenit      | 3.250            | 1.120             | 870        | 71                   | 12                    |